# Kriegerdenkmal (Sohren)

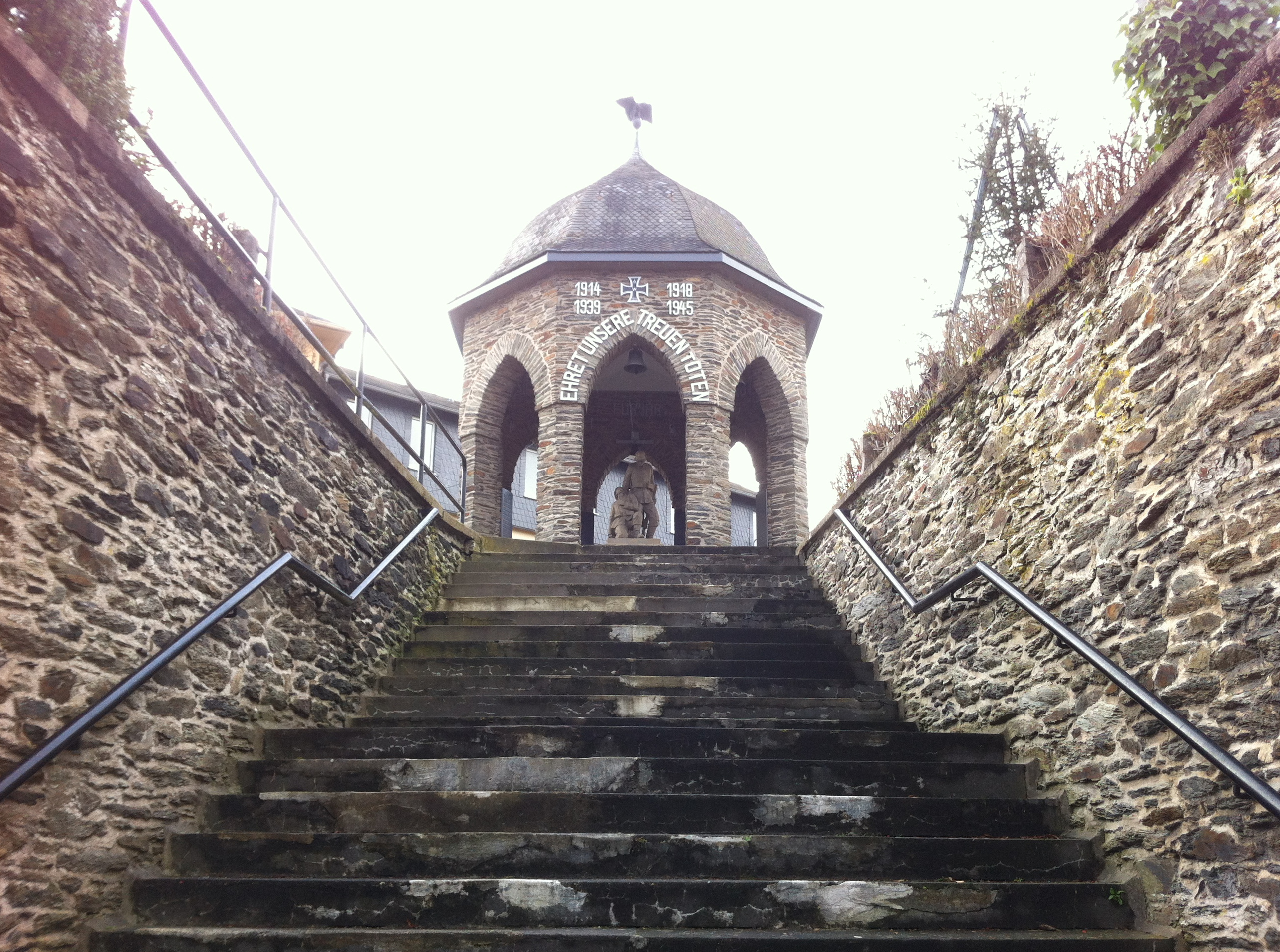
Das Kriegerdenkmal auf dem Vogelberg

Das Kriegerdenkmal in der Hunsrückgemeinde Sohren ist ein denkmalgeschütztes Kriegerdenkmal in Form einer Gesamtanlage zur Ehrung der Gefallenen und Vermissten Einwohner in den beiden Weltkriegen. Es befindet sich an der Hauptstraße Ecke Denkmalstraße in 15 Metern Höhe auf dem Gelände des Vogelbergs.
An dem Denkmal wird jährlich der Volkstrauertag am dritten Sonntag des Novembers zelebriert.

## Geschichte

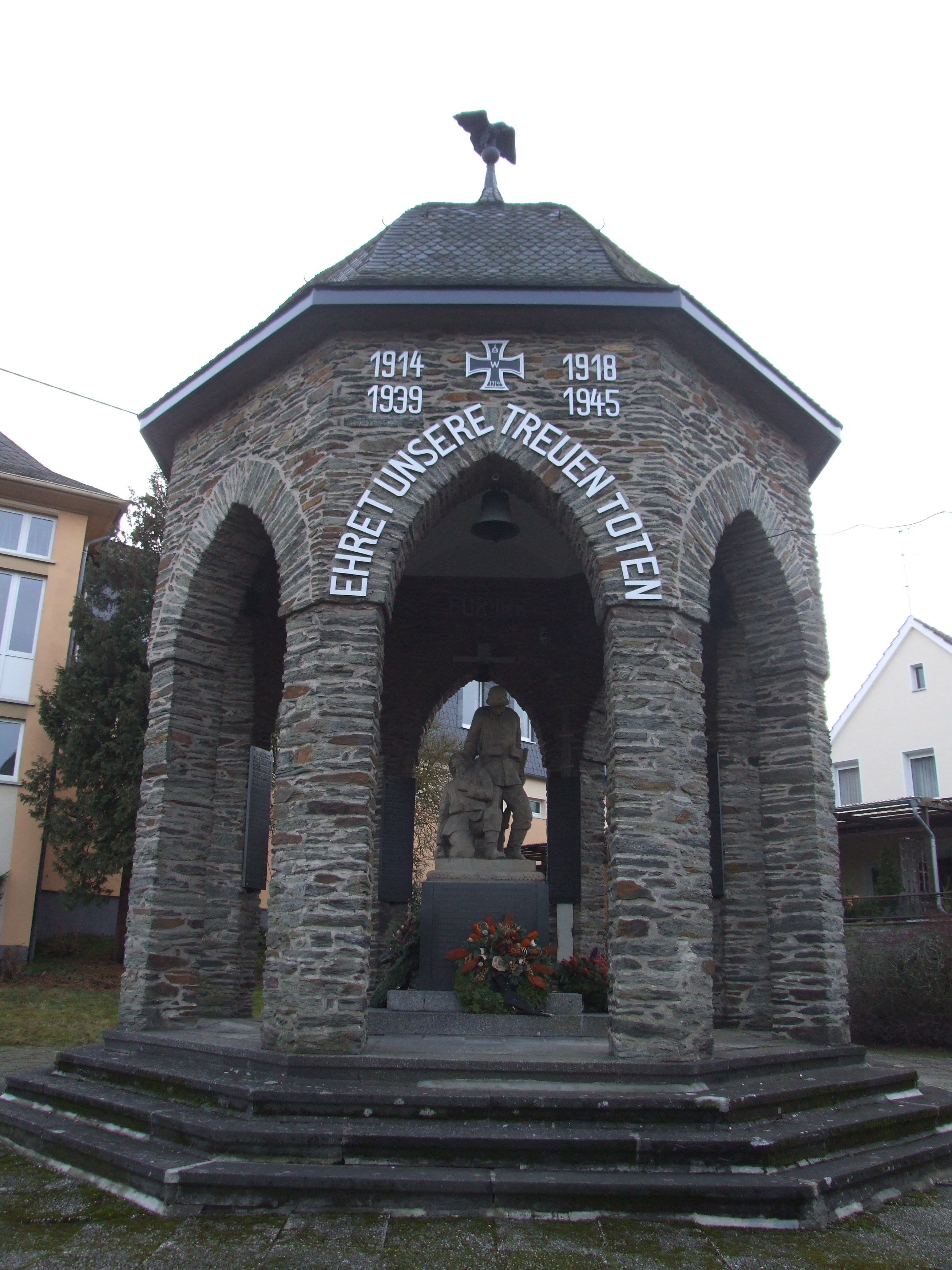
Die begehbare Säulenhalle

### Einrichtung des Denkmals
Das Kriegerdenkmal wurde im Frühjahr 1934 zum Gedenken an die 43 Gefallenen des Ersten Weltkriegs errichtet. Die Einweihungsfeier fand am 27. Juli 1934 unter Anwesenheit des Regierungspräsidenten Harald Turner statt. Das Programm der Feierlichkeit, die von starkem Gewitterregen beeinträchtigt war, beinhaltete Darbietungen des Musikvereins, eines gemischten Chors und einem Sprechchor der Schuljugend, sowie eine Ansprache des damaligen Bürgermeisters Adolf Bonn zur Entstehung des Denkmals und eine Rede des Bauleiters Gauer über die Baupläne.
Im Folgejahr wurde das Glockengeläut installiert und am Volkstrauertag eingeweiht. Später wurden dem Denkmal zwei Gedenktafeln für die 72 Gefallenen und Vermissten des Zweiten Weltkriegs hinzugefügt, die sich an den Säulen im Inneren der Halle befinden.
Neben dem Treppenzugang zum Gebäude befanden sich zunächst auf jeder Seite ein Hakenkreuz, die später durch Aufschriften ersetzt wurden. In der Säulenhalle befinden sich in der Regel niedergelegte Kränze des Volksbundes Deutsche Kriegsgräberfürsorge, der Gemeinde Sohren und der Vereine der Gemeinde.

### Sanierungsarbeiten im 21. Jahrhundert
2013 und 2014 wurden Sanierungsarbeiten an der Anlage in drei Bauabschnitten vorgenommen. Hierzu wurde im Ortsgemeinderat die „Projektgruppe Denkmalsanierung“ eingerichtet, die konkrete Vorschläge zum Vorgehen erarbeitete. Die Kosten für die Sanierung, die großteils von der Gemeinde zu erbringen waren, sind im Vorfeld auf 75.000 Euro geschätzt worden.
Geplant war eine Sanierung in drei Bauabschnitten. Zunächst sollten der vierstufigen Treppenaufgang und der Plattenbelag im Innenraum erneuert werden. Für den zweiten Bauabschnitt war die Erneuerung der Denkmalterrasse geplant. Im dritten Abschnitt sollte die Erneuerung des Treppenaufgangs von der Straße zum Denkmal folgen.
Im Rahmen der Sanierungsarbeiten wurden die Gewölbedecke ausgebessert und neu gestrichen sowie Schutzbleche um die Dacheindeckung angebracht. Die Glockenhalterungen und die am Denkmal angebrachten Buchstaben wurden mit Hammerschlagfarbe gestrichen. Der Bewuchs im Bereich der Felswand wurde entfernt. An der Sanierung waren zwei ortsansässige Unternehmen beteiligt, die der Gemeinde Spenden zukommen ließen. Dabei handelte es sich um 500 Euro eines Dachdeckerbetriebs und 618,80 Euro einer Malerfirma.
2021 erhielt die Anlage eine aus 430 Kettenelementen und über 1700 Edelstahlteilen geschweißte Umzäunung mit 28 Pfeilern, die durch Unterstützung einer Mitarbeiterinitiative des Unternehmens Innogy umgesetzt und mit 2000 Euro finanziert wurde.

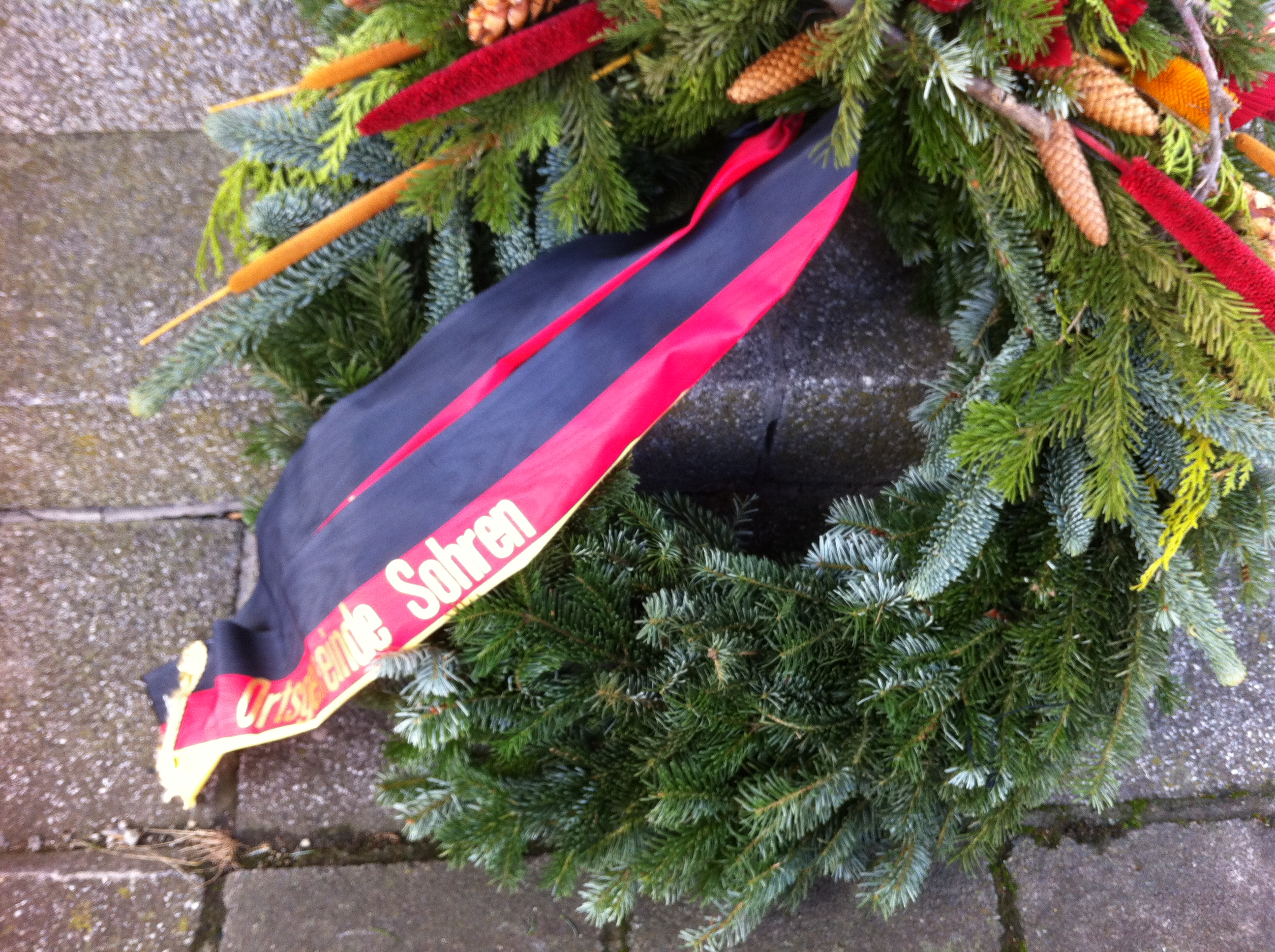
Kranz der Gemeinde Sohren
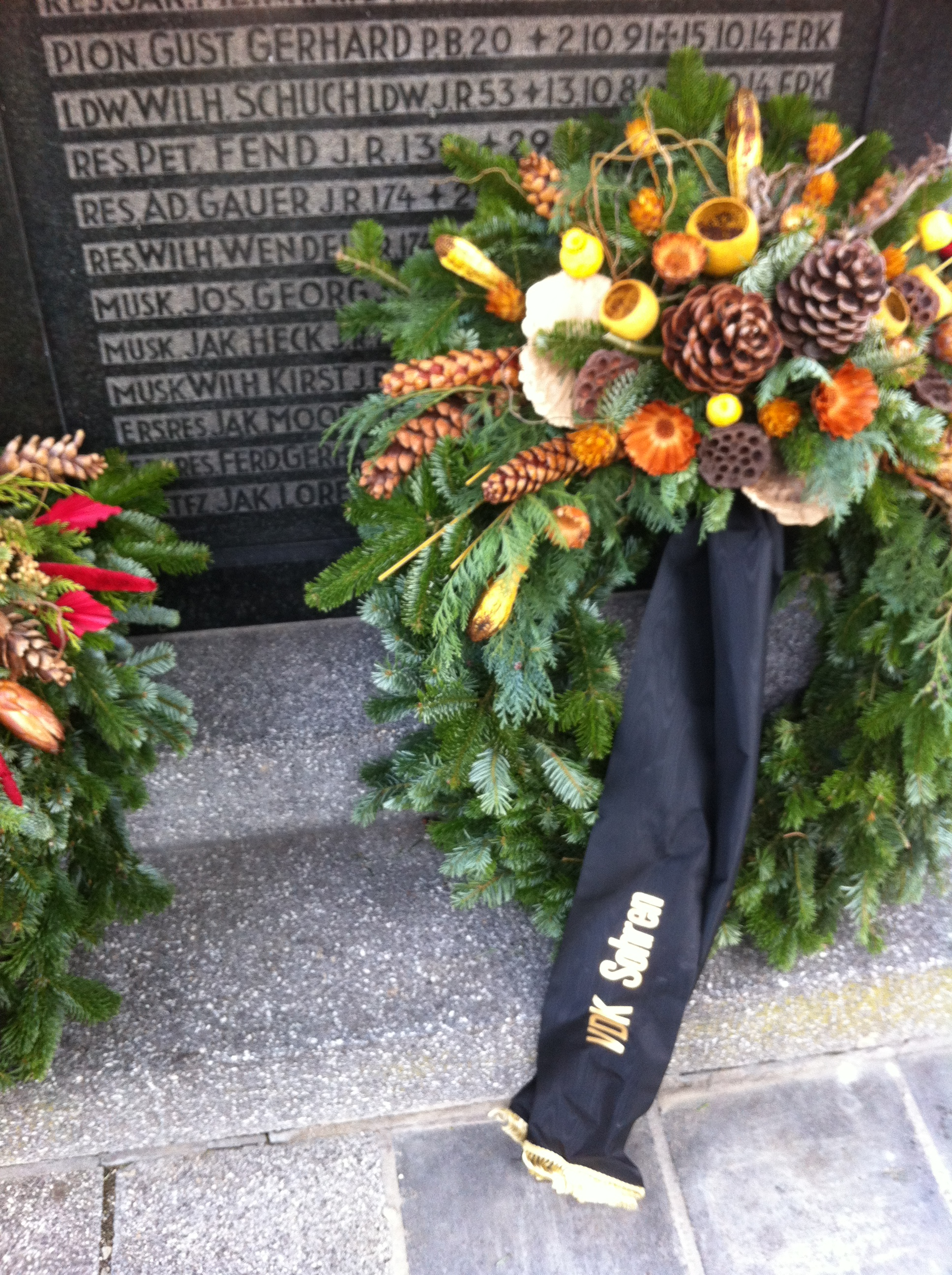
Kranz des VDK
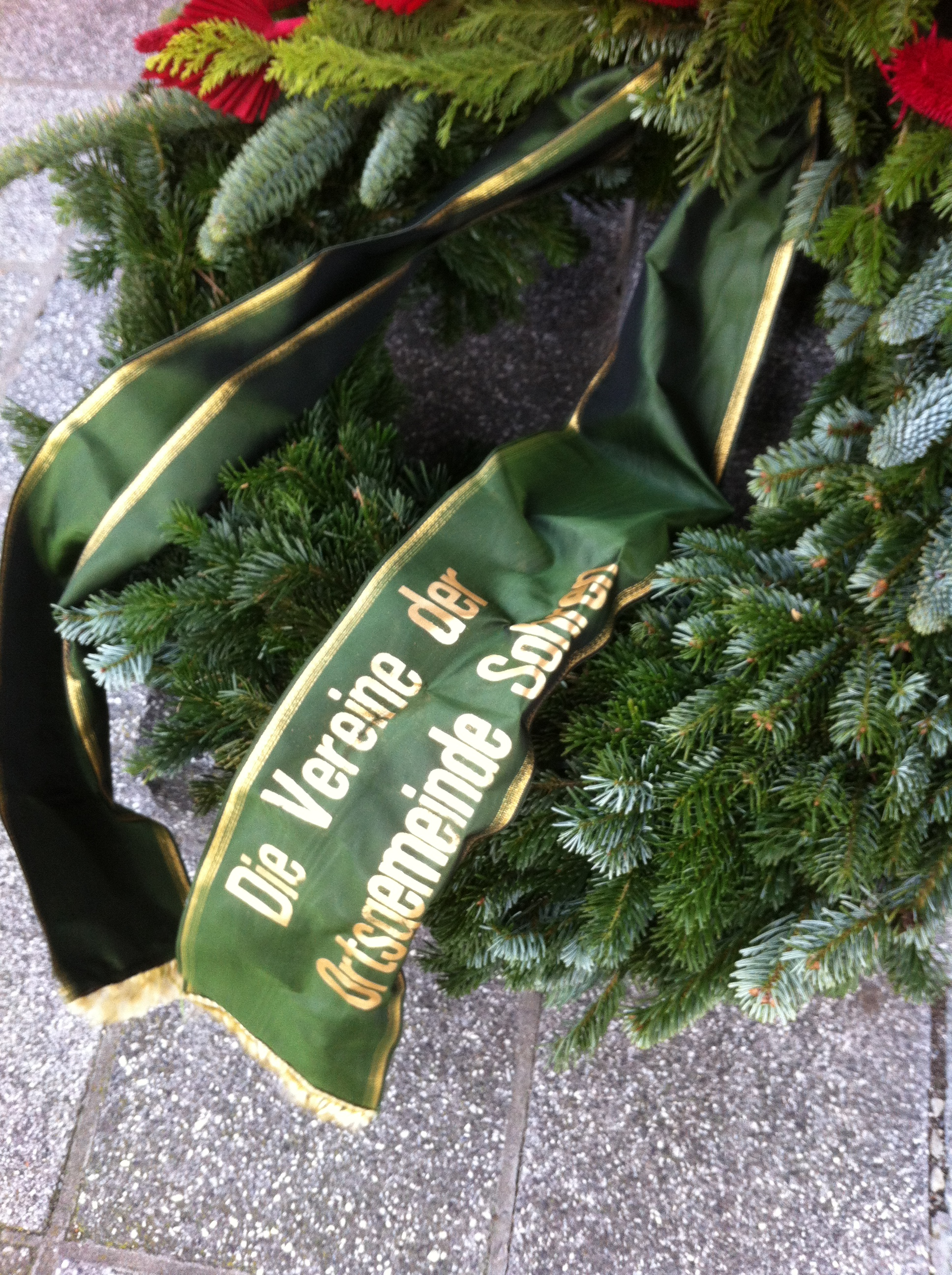
Kranz der Vereine der Gemeinde

## Aufbau
Die bepflanzte Anlage ist ausgehend von der Hauptstraße über eine Treppe erreichbar. An der Mauer zur Linken der Treppe steht geschrieben „IHREN GEFALLENEN HELDEN“, zur Rechten „DIE GEMEINDE SOHREN“. Im Zentrum der Anlage steht eine Oktogon-Säulenhalle mit acht Säulen und Spitzbögen aus Schieferbruchstein, die über einen vierstufigen Treppenaufgang begehbar ist. In jedem der Spitzbögen ist eine Glocke installiert. Über dem Eingang der Halle befindet sich der Schriftzug „EHRET UNSERE TREUEN TOTEN“ mit einem Eisernen Kreuz und den Jahreszahlen 1914 und 1918, sowie 1939 und 1945 für Beginn und Ende der beiden Weltkriege. In der Säulenhalle befindet sich der Schriftzug „SIE STARBEN FÜR IHR VATERLAND“ und eine Sandsteinfigur.
Die Skulptur befindet sich auf einem quadratischen steinernen Sockel und hat eine Gesamthöhe von 3,20 Metern. Sie zeigt einen verwundeten knienden Soldaten der von einem Kameraden gestützt wird. Auf drei Flächen des Sockels stehen Rang, Name, Geburts- und Todestag und Einsatzort der Soldaten. Auf der vierten Fläche befindet sich der Weihspruch „DEN TOTEN ZUM GEDÄCHTNIS, DEN LEBENDEN ZUM MAHN-ZEICHEN UND DEN NACHKOMMEN ZUR NACHEIFERUNG“. Die Skulptur wurde in einer anliegenden Scheune von dem Künstler Bernhard Wendhut aus Traben-Trarbach geschaffen und entstand aus Zeitmangel auch in Nachtarbeit und der Küche des Gutshof, da diese im Gegensatz zur Scheune eine elektrische Beleuchtung bot.
Das Dach der Säulenhalle bildet eine Kuppel, die aus Holz der gemeindeeigenen Waldungen erbaut wurde. Darauf befindet sich eine Adler-Plastik.

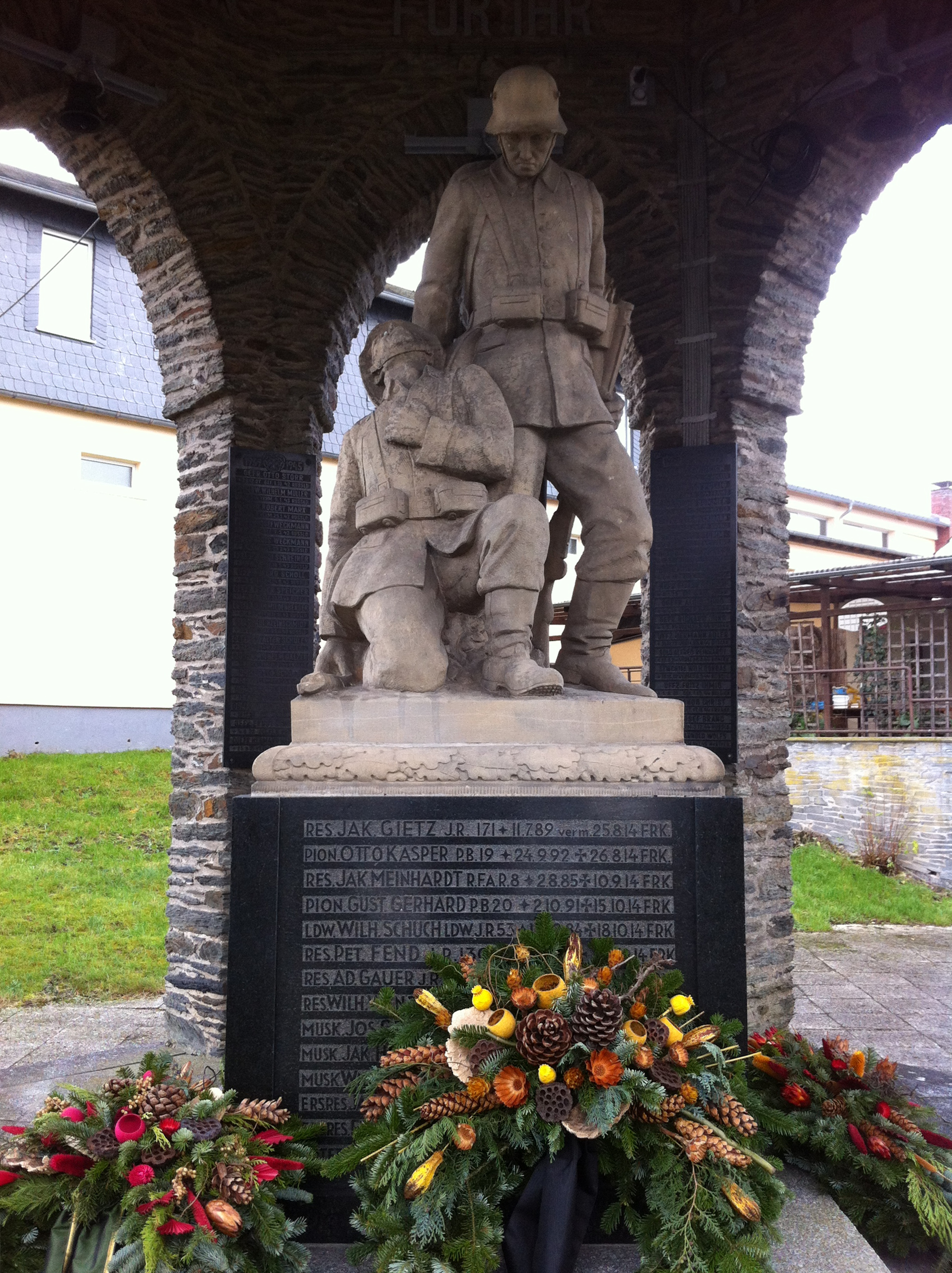
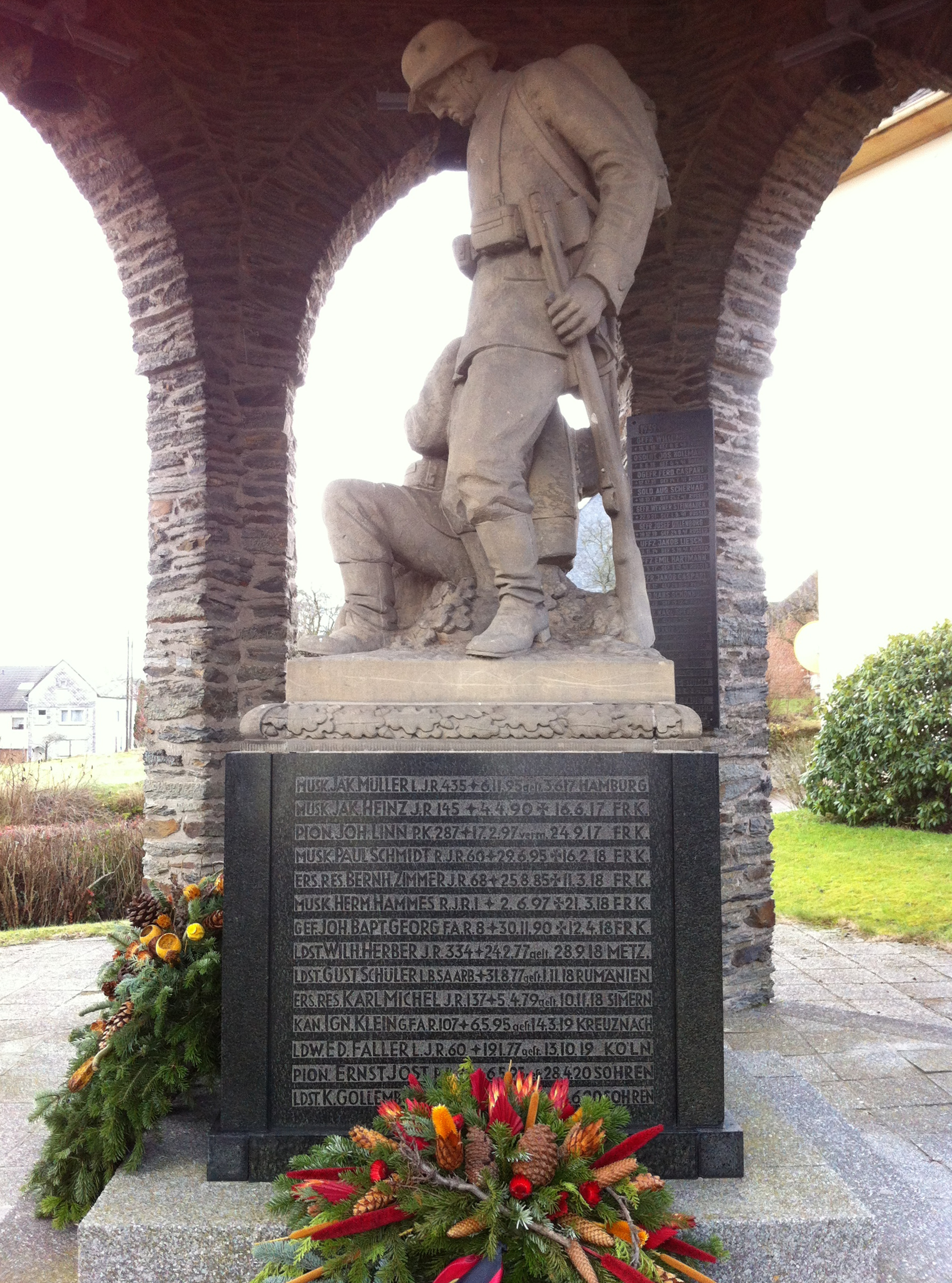
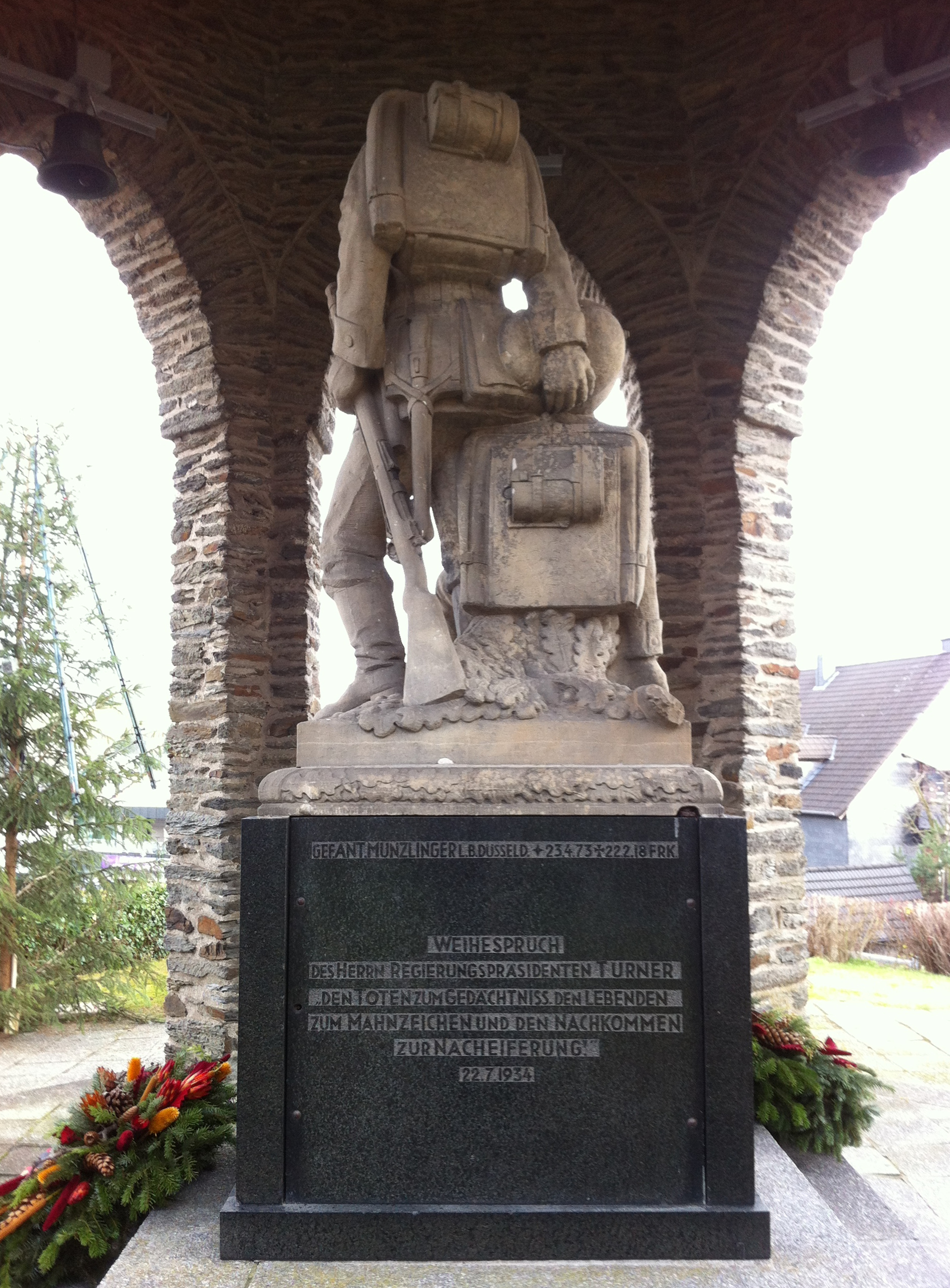
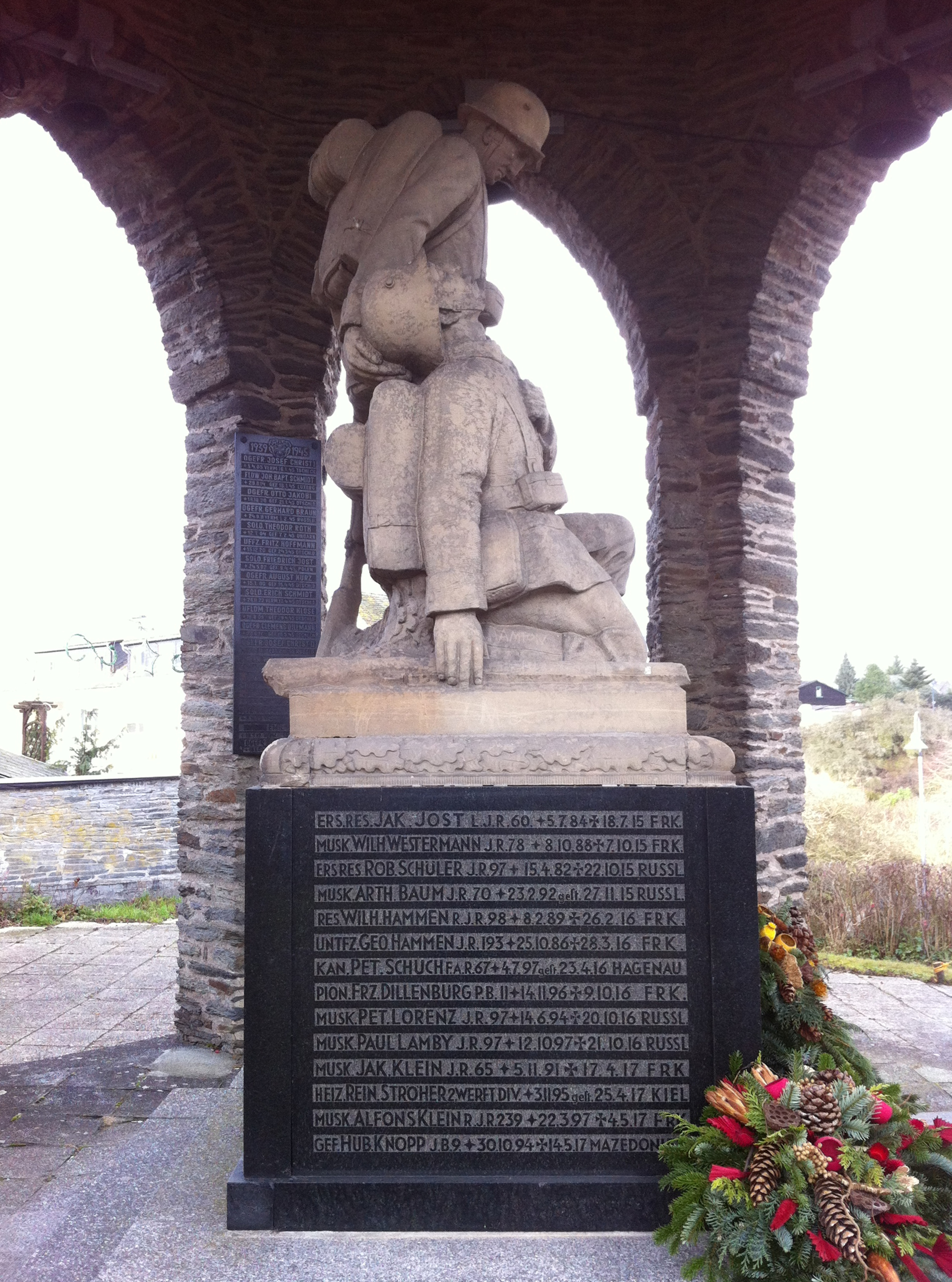

## Erwähnung im Film
Im ersten Teil der Heimat-Trilogie des Regisseurs Edgar Reitz wird die Einweihung des Sohrener Kriegerdenkmals erwähnt. Der Film spielt jedoch zwischen 1919 und 1928, also einige Jahre vor der tatsächlichen Einweihung.